# Laski (gmina)
Laski (od 1973 Trzcinica) – dawna gmina wiejska istniejąca w latach 1934–1954 w woj. poznańskim (dzisiejsze woj. wielkopolskie). Siedzibą władz gminy były Laski.
Gmina zbiorowa Laski została utworzona 1 sierpnia 1934 roku w powiecie kępińskim w woj. poznańskim z dotychczasowych jednostkowych gmin wiejskich: Janówka, Kuźnica Trzcińska, Laski, Pomiany, Piotrówka, Smardze, Trzcinica i Wodziczna (oraz z obszarów dworskich, położonych na tych terenach lecz nie wchodzących w skład gmin). 
Po wojnie gmina zachowała przynależność administracyjną. Według stanu z dnia 1 lipca 1952 roku gmina składała się z 8 gromad: Janówka, Kuźnica Trzcińska, Laski, Piotrówka, Pomiany, Smardze, Trzcinica i Wodziczna. Gmina została zniesiona 29 września 1954 roku wraz z reformą wprowadzającą gromady w miejsce gmin.
Jednostki nie przywrócono 1 stycznia 1973 roku po reaktywowaniu gmin, utworzono natomiast jej terytorialny odpowiednik – gminę Trzcinica.